# Роберто Друмонд
Роберто Франсис Друмонд (порт. Roberto Drummond; Ферос, 21. децембар 1933 – Бело Оризонте, 21. јун 2002) био је бразилски писац и новинар. Најпознатији је по роману Хилда Ураган из 1991. године, који је екранизован као мини-серија.

## Хилда Ураган
Хилда Ураган прати причу Хилде, девојке из високог друштва која на дан свог венчања одлази у боемски крај Бело Оризонтеа и постаје проститутка. Такође прати љубавну причу између ње и младог монаха познатог по надимку "Светац". По књизи је снимљена култна серија Ураган Хилда, која је прославила глумце Ану Паолу Аросио и Родрига Сантора. Серија је у Србији приказана на БК ТВ.
Роман је заснован на стварној историјској личности проститутки Хилди Маја Валентим  (1930-2014), која је постала позната у боемском крају Бело Оризонтеа као "Хилда Ураган". За разлику од књиге и серије судбина праве Хилде није била срећна. Након смрти супруга аргентинског фудбалера Пабла Валентима и сина Улисеса, завршила је у азилу за сиромашне у Буенос Ајресу, где је преминула у 83. години.
2016. у Бело Оризонетуу отворен је "Музеј секса Хилда Ураган".
За лик Малтуша Свеца се претпоставља да је заснован на утицајном свештенику из католичке цркве Бразила, пријатељу из детињства Роберта Друмонда.

## Дела
- A morte de DJ em Paris (1971)
- O dia em que Ernest Hemingway morreu crucificado (1978)
- Sangue de coca-cola (1980)
- Quando fui morto em Cuba (1982)
- Hitler manda lembranças (1984)
- Ontem à noite era sexta-feira (1988)
- Хилда Ураган (1991) преведен на шпански и енглески
- Inês é morta (1993)
- O homem que subornou a morte & Outras histórias (1993)
- Magalhães: navegando contra o vento (1994)
- O cheiro de Deus (2001)
- Dia de São Nunca à tarde
- Os mortos não dançam valsa
- O Estripador da Rua G
- Uma Paixão em Preto e Branco